# Cape Egmont Lighthouse
Cape Egmont Lighthouse ist ein Leuchtturm auf Cape Egmont im South Taranaki District in der Region Taranaki auf der Nordinsel Neuseelands. Er wird von Maritime New Zealand betrieben.
Der Leuchtturm wurde 1864 von Simpson & Co. im Londoner Stadtteil Pimlico gefertigt und im Folgejahr ursprünglich auf Mana Island nordwestlich von Porirua aufgestellt. Da es jedoch zu Verwechslungen mit dem Leuchtturm auf Pencarrow Head an der Einfahrt  zum Wellington Harbour kam, wurde der Turm 1877 zerlegt und auf Cape Egmont neu aufgestellt.
Der Turm wurde 1986 automatisiert und wird seitdem wie alle Leuchttürme Neuseelands von einem Kontrollraum am Sitz von Maritime New Zealand in Wellington ferngesteuert.
Am 11. Dezember 2003 wurde der Turm vom New Zealand Historic Places Trust unter der Nummer 802 als Historic Place Category 2 registriert.